# Andreas Knebel
Pour les articles homonymes, voir Knebel.
Andreas Knebel, né le 21 juin 1960 à Sangerhausen (Saxe-Anhalt), est un athlète est-allemand qui a été médaillé olympique. Il faisait, dans les années 1980, partie des meilleurs spécialistes du 400 m.
Aux Jeux olympiques d'été de 1980 à Moscou, il a remporté l'argent en relais 4 × 400 m avec ses compatriotes Klaus Thiele, Frank Schaffer et Volker Beck.
Il a également été vice-champion d'Europe et champion d'Europe en salle.

## Palmarès

### Jeux olympiques d'été
- Jeux olympiques d'été de 1980 à Moscou ( Union soviétique)
  -  Médaille d'argent en relais 4 × 400 m

### Championnats du monde d'athlétisme
- Championnats du monde d'athlétisme de 1983 à Helsinki ( Finlande)
  - 4e en relais 4 × 100 m

### Championnats d'Europe d'athlétisme
- Championnats d'Europe d'athlétisme de 1982 à Athènes ( Grèce)
  -  Médaille d'argent sur 200 m

### Championnats d'Europe d'athlétisme en salle
- Championnats d'Europe d'athlétisme en salle de 1981 à Grenoble ( France)
  -  Médaille d'or sur 400 m

### Championnats d'Europe Junior d'athlétisme
- Championnats d'Europe Junior d'athlétisme de 1979 à Bydgoszcz ( Pologne)
  -  Médaille d'argent sur 400 m